# Thelephora erebia
Thelephora erebia är en svampart som beskrevs av Corner 1968. Thelephora erebia ingår i släktet vårtöron och familjen Thelephoraceae.   Inga underarter finns listade i Catalogue of Life.